# Ivan Kavčič
Ivan Kavčič Nande, slovenski partizan in narodni heroj, * 14. december 1913, Desnjak, † 30. julij 1943, Sela pri Šumberku.
Kavčič, gradbeni delavec, se je že kot vajenec priključil delavskemu gibanju in bil leta 1936 in 1940 med organizatorji stavke gradbenih delavcev. Član KPS je postal 1938. Po zasedbi domovine se je priključil NOB in deloval kot ilegalec na območju Ljubljane. Spomladi 1942 je postal član poverjeništva CK KPS. Poleti 1942 je odšel v partizane in postal decembra 1942 komandant 2. operativne cone, 23. maja 1943 pa namestnik političnega komisarja GŠ NOV in POS. Padel je pri napadu na belogardistično postojanko. Pokopan je v Grobnici narodnih herojev v Ljubljani.

## Odlikovanja
- red narodnega heroja